# Pikovický tunel
Pikovický tunel je železniční tunel č. 113 na katastrálním území Luka pod Medníkem na železniční trati Praha – Vrané nad Vltavou – Čerčany/Dobříš v km 25,048–25,098 mezi zastávkami  Luka pod Medníkem a Petrov u Prahy.

## Historie
Roku 1882 České obchodní dráhy zprovoznily místní dráhu Nusle–Modřany převážně pro potřeby modřanského cukrovaru. Trať byla roku 1897 prodloužena do Dobříše, roku 1900 byla dostavěna odbočka do Jílového u Prahy, která se zde napojila na již existující trať z Čerčan. 
V závěru druhé světové války byl tunel využíván jako podzemní továrna Omega I (krycí název Blaumeise III), kam byla přesunuta válečná výroba kompresorů k leteckým motorům Daimler-Benz. Po válce byl opět zprovozněn.
Tunely na trati (Skochovický, Libřický, Davelský, Jarovský, Pikovický, Jílovský tunel I, Jílovský tunel II a Klínecký tunel) patří neodmyslitelně k romantice trati 210, běžně nazývané Posázavský Pacifik.

## Geologie a geomorfologie
Tunel se nachází v geomorfologické oblasti Středočeská pahorkatina, celku Benešovská pahorkatina s podcelkem Dobříšská pahorkatina s okrskem Štěchovická pahorkatina.
Geologické podloží v oblasti je tvořeno břidlicemi a drobami.
Tunel leží v nadmořské výšce 260 m, je dlouhý 50 m.

## Popis
Jednokolejný tunel je na trati Vrané nad Vltavou – Dobříš mezi zastávkami Luka pod Medníkem a Petrov u Prahy v údolí Sázavy. Byl proražen roce 1881 v úbočí vrchu Zahrádka (412 m n. m.). Stavba trati, která byla zadána firmě Osvald Životský a J. Hrabě, byla dokončena na jaře 1900 a uvedena do provozu 1. května 1900.